# 무쉐뜨
《무쉐뜨》(Mouchette)는 1967년 개봉한 프랑스의 드라마 영화이다. 로베르 브레송이 감독과 각본을 맡았으며, 조르주 베르나노스의 동명 소설이 영화의 원작이다.

## 출연

### 주연
- 나딘 노르티에르
- 장-클로드 가일버트
- 마리 카디널
- 폴 허버트

### 조연
- 진 비메넷
- 마리 스시니
- 릴리안 프린셋
- 수잔느 허구에닌

## 기타
- 원작자: 조르주 베르나노스
- 미술: 피에르 구프로이